# ناحیه لیندر، شهرستان گرین، ایلینوی
ناحیه لیندر (به انگلیسی: Linder Township) یک منطقهٔ مسکونی در ایالات متحده آمریکا است که در شهرستان گرین، ایلینوی واقع شده‌است. ناحیه لیندر ۱۸۲ متر بالاتر از سطح دریا واقع شده‌است.